# Фигейро-да-Гранжа
Фигейро́-да-Гра́нжа (порт. Figueiró da Granja) — район (фрегезия) в Португалии, входит в округ Гуарда. Является составной частью муниципалитета Форнуш-де-Алгодреш. Находится в составе крупной городской агломерации Большое Визеу. По старому административному делению входил в провинцию Бейра-Алта. Входит в экономико-статистический субрегион Серра-да-Эштрела, который входит в Центральный регион. Население составляет 471 человек на 2001 год. Занимает площадь 11,68 км².
Покровителем района считается Дева Мария (порт. Nossa Senhora da Graça).